# Jelena Glinskaja
Jelena Glinskaja (russisk: Еле́на Васи́льевна Гли́нская, tr. Jeléna Vasílevna Glínskaja; født 1508 i Storfyrstendømmet Moskva, død 4. april 1538 i Moskva), var storfyrstinde af Moskva, gift med storfyrst Vasilij 3. af Moskva og Ruslands regent under sin søn Ivan den Grusommes mindreårighed 1533 til 1538.
Jelena var datter af fyrst Vasilij Lvovitj Glinskij og Anna af Serbien. Hun giftede sig 1526 med storfyrst Vasilij 3. af Moskva. Hendes ægtemand udså hende på sit dødsleje til regent og formynder indtil deres søn prins Ivan blev myndig.

Hun stod i modsætningsforhold til rigets højadel, bojarerne, og hendes kærlighedsforhold til fyrst Ivan Feodorovitj Ovtjina-Telepnev-Obolenskij og metropoliten Daniel var upopulære. Hun slog hårdt ned på oppositionen og lod bl.a. sine svogre Jurij af Dmitrov (1534) og Andrej af Staritsa (1537) fængsle for at sikre sit regentskab.

Jelena var en handlekraftig regent, der indførte en valutareform i 1535, sluttede forbund med Litauen mod Sverige i 1536, og opførte en forsvarsmur rundt om Moskva. Hun frikøbte desuden russiske krigsfanger, indbød litauiske indvandrere til riget og gennemførte effektive foranstaltninger mod landevejsrøvere.
Hun døde pludselig 1538, og der blev både i samtiden og blandt senere historikere spekuleret i, om hun var blevet forgiftet af sine adelige modstandere. I de efterfølgende år frem til Ivan den Grusommes magtovertagelse i 1547 styredes riget af bojarer fra de kredse, der havde bekæmpet storfyrstinde Jelena.